# Hermafroditos

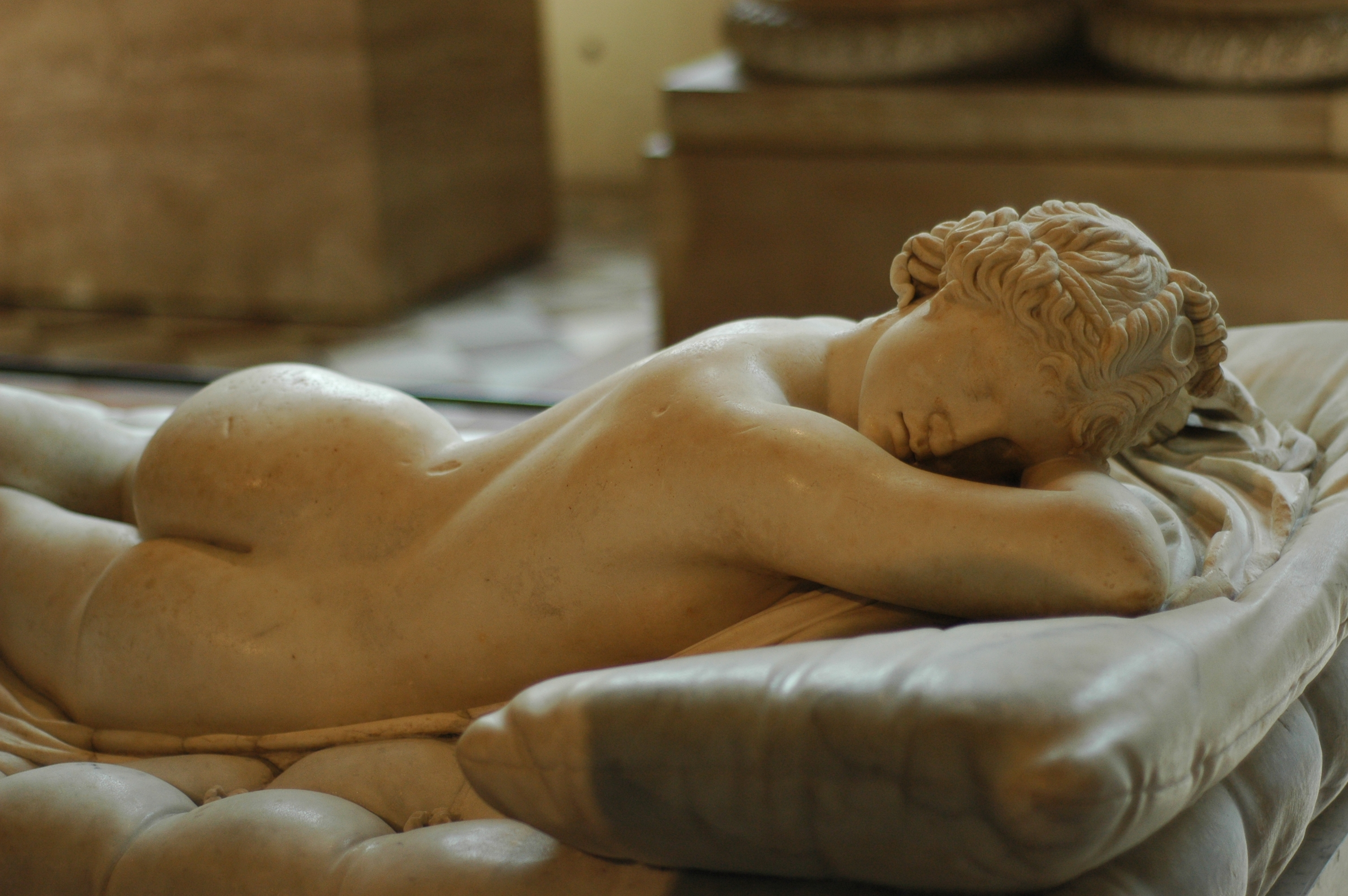
Sovande Hermafroditos. Romersk kopia från 100-talet e.Kr. av ett hellenistiskt original från 100-talet f.Kr., restaurerad 1619 av Gianlorenzo Bernini.

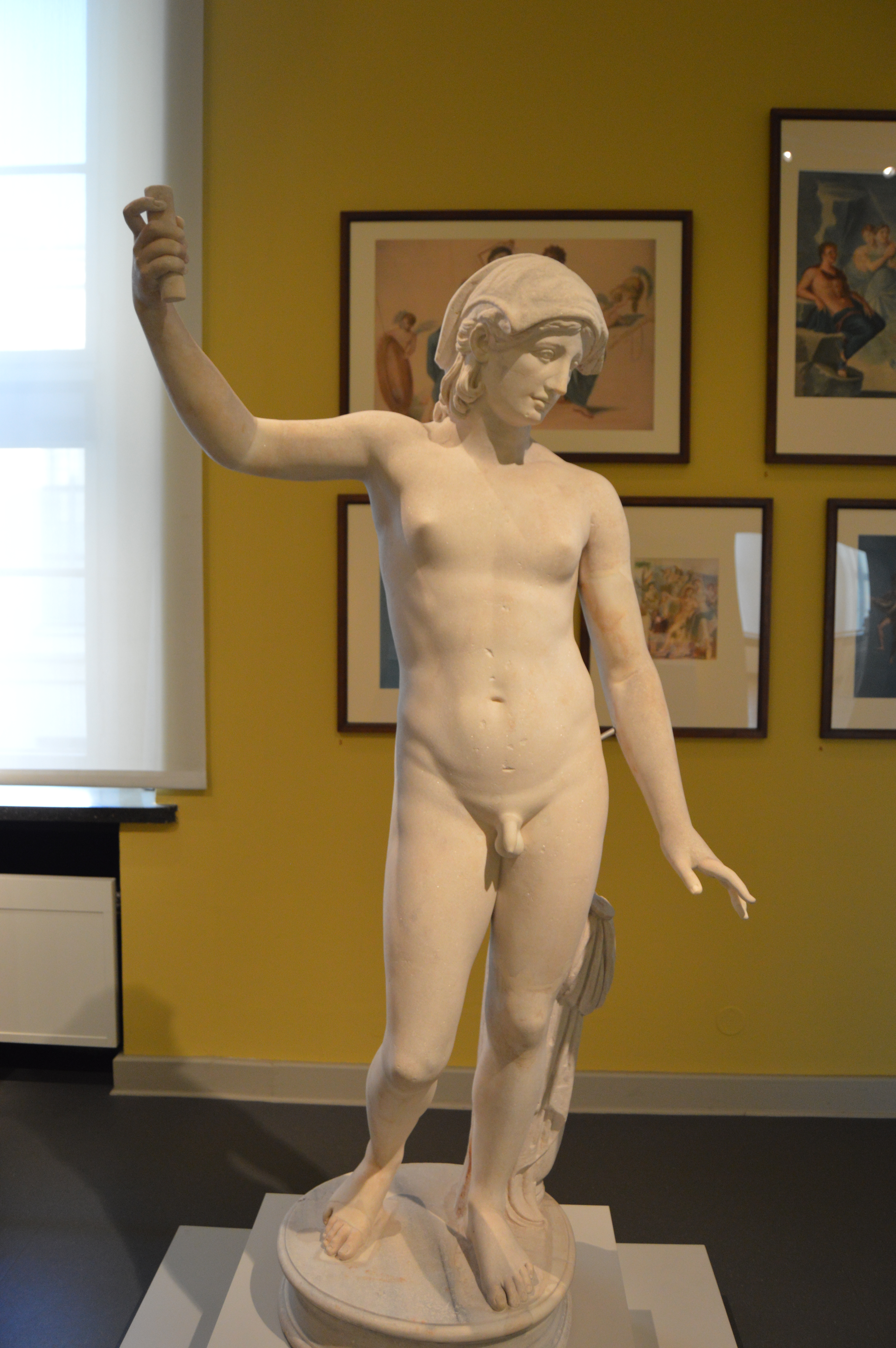
Staty av Hermafroditos vid Altes Museum i Berlin.

Hermafroditos (klassisk grekiska: Ἑρμαφρόδιτος) var i den grekiska mytologin en gud som var till hälften man, till hälften kvinna och son till Hermes och Afrodite. I Ovidius Metamorfoser berättas att Hermafroditos var en vacker ung man som väckte källnymfens begär då han badade i källan Salmakis vid Halikarnassos. Nymfen tog honom i famn och bad gudarna om att bli förenad med honom till en enda varelse och hennes bön blev uppfylld. Därav ordet hermafrodit.